# 沈瀚 (嘉靖進士)
沈瀚（1497年—1552年），字原約，號夷斋，直隸蘇州府吳江縣人，民籍，明朝政治人物。

## 生平
嘉靖七年（1528年）戊子科應天府鄉試第六十七名舉人。嘉靖十四年（1535年）中式乙未科會試第二百三十名，登第二甲第十六名進士。改庶吉士，送翰林院读书，十六年正月散館，授吏科给事中，七月以請上御经筵忤旨，降浙江布政司照磨。量移南京国子监丞，进南京兵部武库司主事，升礼部儀制司郎中，出为承天府知府。擢浙江按察司副使、巡视海道，改调广东副使，嘉靖三十一年（1552年）入贺京师，疽發于背而卒。

## 家族
曾祖沈政；祖父沈達；父沈玒，贈吏科给事中。前母王氏；母李氏，封孺人。慈侍下。弟湛、淳、涞。